# Trochamminina
Trochamminina es un suborden de foraminíferos del orden Trochamminida. Su rango cronoestratigráfico abarca desde el Cámbrico hasta la Actualidad.

## Discusión
Clasificaciones previas rebajaban Trochamminina a la categoría de superfamilia, es decir, superfamilia Trochamminoidea, y lo incluían en el suborden Textulariina del Orden Textulariida. Otras clasificaciones lo han incluido en el orden Lituolida.

## Clasificación
Trochamminina incluye a la siguiente superfamilia:
- Superfamilia Trochamminoidea

Las familias (Trochamminidae y Remaneicidae) de la tradicional superfamilia Trochamminoidea fueron elevadas a superfamilias:
- Superfamilia Trochamminoidea
- Superfamilia Remaneicoidea